# Vergine Maria (El Greco)
La Vergine Maria è un dipinto a olio su tela (52 x 41) di El Greco eseguito nel 1597 e conservato nel Museo del Prado di Madrid in Spagna.

## Analisi
Questo lavoro presenta la Vergine Maria avvolta in una tunica rossa e la testa coperta da un mantello blu. Il suo volto, come è solito nell'arte della controriforma presenta un intenso senso devozionale. 
Il cerchio luminoso attorno alla testa è legato al carattere sacro del lavoro e El Greco utilizza questa risorsa per aumentare il volume della Vergine. Sottolinea la faccia malinconica, il mento sottile e grandi occhi neri, tutte le caratteristiche della tecnica dell'artista ritrattistica del cretese.